# Ehud Barak

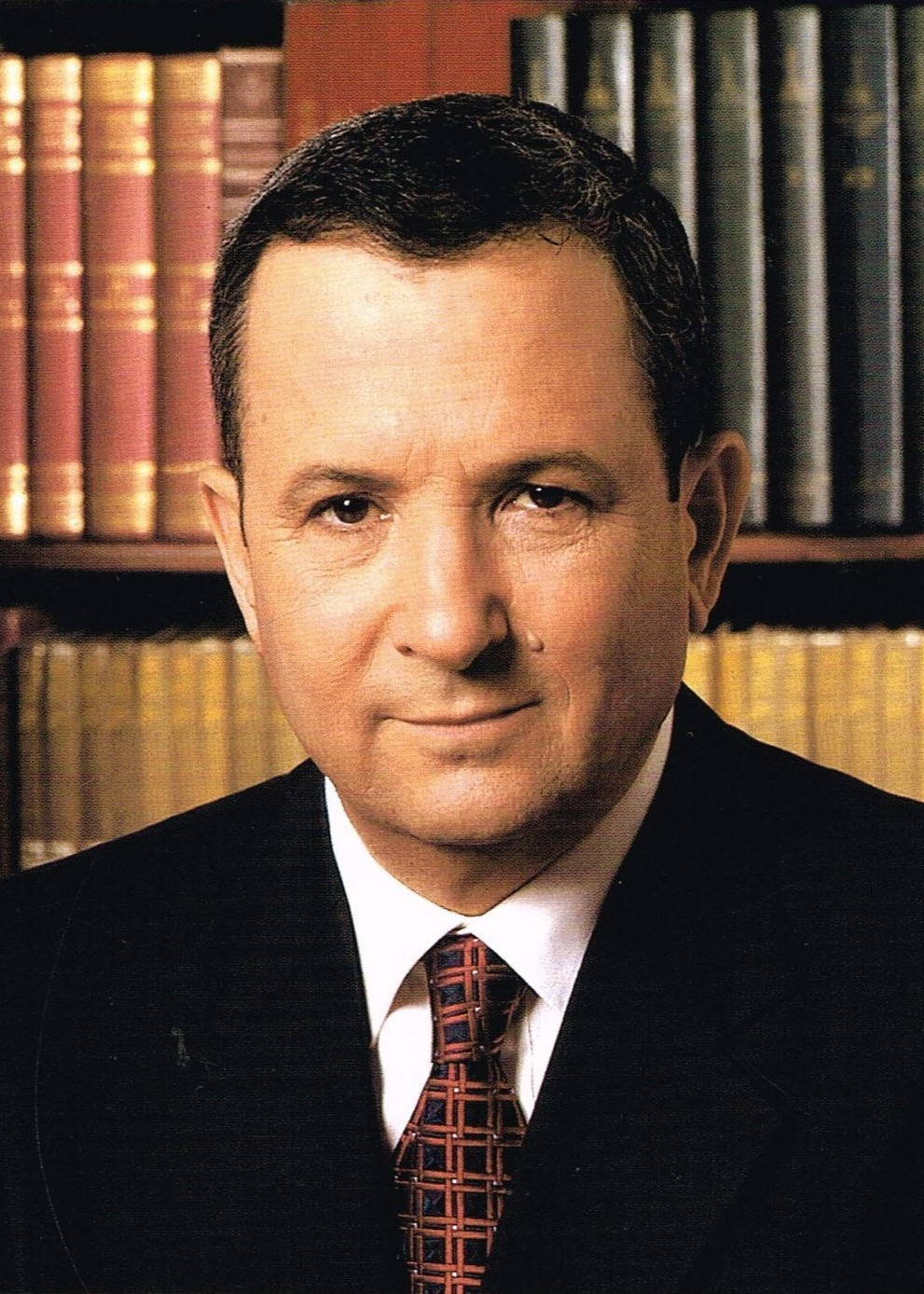
Ehud Barak, 1999

Ehud Barak (hebräisch אהוד ברק; geboren am 12. Februar 1942 im Kibbuz Mischmar haScharon, Völkerbundsmandat für Palästina als Ehud Brog) ist ein israelischer Politiker und ehemaliger General. Von 1999 bis 2001 war er Ministerpräsident des Staates Israel.
Von 1997 bis 2001 und von 2007 bis 2011 hatte Barak den Vorsitz der Arbeitspartei Awoda inne, verließ dann seine Partei und gründete mit vier weiteren Fraktionskollegen die Ha’Atzma’ut (Unabhängigkeit). Von 1995 bis 1996 war Barak Außenminister unter Schimon Peres und von 2007 bis 2013 Verteidigungsminister unter Ehud Olmert und Benjamin Netanjahu. Von 1991 bis 1995 war er Generalstabschef der Israelischen Verteidigungsstreitkräfte.
Barak studierte Mathematik und Physik an der Hebräischen Universität Jerusalem mit dem Bachelor-Abschluss 1976 und erhielt 1978 einen Master-Abschluss als Wirtschaftsingenieur von der Stanford University. 2021 machte ihn der Regisseur Ran Tal zum zentralen Erzähler des Dokumentarfilms What if über die Geschichte des Staates Israel.

## Militärische Laufbahn
Barak trat 1959 in die israelischen Verteidigungsstreitkräfte ein und diente 35 Jahre. Er war Soldat und Kommandeur in der Eliteeinheit Sajeret Matkal, diente im Sechstagekrieg 1967 als Kommandeur einer Aufklärungseinheit, und im Jom-Kippur-Krieg 1973 kommandierte er ein Panzerbataillon auf dem Sinai und an der Front am Sueskanal, nördlich des Großen Bittersees. In dieser Zeit stieg er bis zum Generalmajor (1982, gleichzeitig Leiter der Planungsabteilung der israelischen Armee), Leiter des Zentralkommandos der israelischen Armee (1986) und Generalstabschef (stellvertretender Generalstabschef ab 1987, Generalstabschef ab 1991, gleichzeitig Beförderung zum Generalleutnant) und damit in den höchsten Rang der israelischen Armee auf. 1982 war er stellvertretender Kommandeur der israelischen Streitkräfte im Libanon. Er war während der Operation Entebbe im militärischen Geheimdienst für die Vorbereitung zuständig und wurde 1983 Leiter des israelischen Militärgeheimdienstes. Barak wurde mit dem Orden für außerordentlichen Dienst und vier anderen Auszeichnungen geehrt. Er gilt als der am höchsten dekorierte Soldat in Israel.
1972 wurde Barak Kommandeur der Mossad-Sondereinheit „Caesarea“, die auf Anordnung des israelischen Sicherheitskabinetts gebildet worden war, um Vergeltungsaktionen für die tödlich verlaufene Geiselnahme von München durchzuführen. In dieser Funktion koordinierte er von Israel aus zahlreiche Attentate, bei denen zwei der drei überlebenden Attentäter von München sowie zahlreiche – teilweise vermeintliche – Hintermänner getötet wurden. Im Zuge der öffentlich unter dem nicht vom Mossad stammenden Titel „Zorn Gottes“ bzw. „Operation Bajonett“ diskutierten Vergeltungsmaßnahmen war Barak auch verantwortlich für die Lillehammer-Affäre. Aufgrund einer falschen Identifizierung tötete im norwegischen Lillehammer ein Kommando des Mossad in der Absicht, Ali Hassan Salameh, den Anführer des Schwarzen September, auszuschalten, den unschuldigen und unbeteiligten marokkanischen Kellner Ahmed Bouchiki. Laut dem Autor Ephraim Kahana war Barak allerdings nicht im Mossad, sondern immer noch beim Militär, als er die der Caesarea zugeschriebenen Vergeltungsmaßnahmen durchführte. Er leitete einige der gefährlichsten Einsätze im Rahmen der Eliteeinheit Sajeret Matkal, so die Operation Frühling der Jugend (Beirut 1973), und die Tötung von Chalil al-Wazir alias Abu Dschihad in Tunis 1988, dem Vize-Chef der PLO und damit Vertreter von Arafat. Er verantwortete die Neuaufstellung der israelischen Armee in Gaza und Jericho nach dem Gaza-Jericho-Abkommen mit den Palästinensern 1994, verhandelte im selben Jahr mit Syrien und spielte eine bedeutende Rolle bei dem Friedensabkommen mit Jordanien 1994.

## Politik
Nach seiner militärischen Karriere wurde Barak 1995 von Jitzchak Rabin ins Kabinett berufen, wo er als Innenminister diente und bald als möglicher Nachfolgekandidat des Ministerpräsidenten gehandelt wurde. Nach der Ermordung Rabins wurde Barak unter dem neuen Ministerpräsidenten Schimon Peres Außenminister (1995–1996). Im Jahr 1996 wurde er in die Knesset gewählt, wo er im Komitee für Außen- und Verteidigungspolitik arbeitete. Nach der Wahlniederlage Schimon Peres’ wurde Barak 1997 Chef der Arbeitspartei und damit Oppositionsführer gegen die Regierung von Benjamin Netanjahu.

Ehud Barak (l.) mit Jassir Arafat (r.) und Bill Clinton in Camp David, Sommer 2000

Bei den Wahlen am 17. Mai 1999 wurde Barak mit 56,08 % der abgegebenen Stimmen gegenüber Netanjahu in einer Direktwahl zum israelischen Ministerpräsidenten gewählt. Er versuchte, den Friedensprozess mit den Palästinensern, der ins Stocken geraten war, wieder in Gang zu bringen. Ein Durchbruch gelang jedoch aufgrund des Misstrauens beider Seiten nicht. Die Verhandlungen in Camp David mit Jassir Arafat scheiterten. In seiner Amtszeit zog sich die israelische Armee aus dem Südlibanon zurück, den sie seit dem Libanonkrieg 1982 besetzt gehalten hatte. Als am 28. September 2000 der damalige Oppositionsführer Ariel Scharon den Tempelberg besuchte und daraufhin die zweite Intifada oder Al-Aqsa-Intifada ausbrach, war Barak mit seiner Politik gescheitert und hatte kaum mehr Rückhalt in der Bevölkerung. Bei der vorzeitig angesetzten Premier-Wahl am 6. Februar 2001 unterlag Barak dem Likud-Kandidaten Ariel Scharon.
Barak ist heute u. a. Partner der Investmentgesellschaft SCP Private Investment Partners (Pennsylvania, USA).
Nach den Niederlagen der Arbeitspartei bei den Knesset-Wahlen 2003 und 2006, bewarb sich Barak erneut um den Vorsitz der Arbeitspartei Awoda. Die erste Runde zur Wahl eines neuen Parteivorsitzenden entschied Barak am 29. Mai 2007 mit 35,6 % der Stimmen für sich. Im zweiten Wahlgang am 12. Juni 2007 zwischen Ehud Barak und Ami Ajalon, dem ehemaligen Chef des Inlandsgeheimdienstes Schin Bet, fiel die Entscheidung mit 51,3 % zugunsten Baraks aus.
Am 18. Juni 2007 wurde er von der Knesset als Nachfolger von Amir Peretz zum neuen Verteidigungsminister Israels gewählt.
Unter Baraks Führung musste die Arbeitspartei bei der vorgezogenen Knesset-Wahl 2009 herbe Verluste hinnehmen und wurde mit knapp 10 % der Stimmen und 13 Sitzen nur viertstärkste Kraft im Parlament. Dennoch drängte Barak parteiinternen Widerständen zum Trotz auf eine Beteiligung an einer Regierungskoalition unter Benjamin Netanjahu, der neben Awoda die Likud-Partei, die rechtsgerichtete Jisra’el Beitenu sowie die religiöse Schas-Partei angehörten. Dem Vorwurf seiner parteiinternen Gegner, die Arbeitspartei stelle das linke Feigenblatt einer Rechtskoalition dar und Barak gehe es nur um seinen Posten als Verteidigungsminister, begegnete Barak mit dem Verweis auf die Verantwortung der Partei gegenüber dem Staat Israel.
Nach anhaltender Kritik seiner Partei an der Regierungsbeteiligung erklärte Barak am 17. Januar 2011 seinen Austritt aus der Arbeitspartei und rief eine zentristisch-zionistische Partei mit dem Namen Atzma'ut (dt. Unabhängigkeit) ins Leben. Ihm folgten vier der zwölf Knesset-Abgeordneten der Arbeitspartei. Die neue Fraktion gehörte weiterhin der Regierung Benjamin Netanjahu an. Um bürokratische Hürden bei der Neugründung zu umgehen, einigte sich Barak im Mai 2011 mit Avigdor Kahalani, dem Gründer und Vorsitzenden der Partei HaDerech HaSchlischit (1996–1999), auf eine Übernahme dieser Partei. Sie hatte nach ihrem Ausscheiden aus der Knesset 1999 ihre politische Arbeit de facto eingestellt, bestand aber formal weiter. Die offizielle Gründung der Unabhängigkeitspartei fand im Mai 2011 nur wenige Tage nach dem 63. Israelischen Unabhängigkeitstag Jom haAtzma’ut statt.
Am 26. November 2012 gab Barak bekannt, seine politische Karriere zu beenden und im Januar 2013 nicht mehr für einen Sitz in der Knesset zu kandidieren.
Am 26. Juni 2019 kündigte Barak jedoch seine Rückkehr in die Politik und die Gründung einer neuen Partei an, die den Namen Demokratisches Israel trägt. Die Partei schloss sich für die Knesset-Wahl im September 2019 Ende Juli mit Meretz zum Wahlbündnis Demokratische Union zusammen. Ehud Barak stand, obwohl er einer der führenden Köpfe des Bündnisses war, auf eigenen Wunsch nur auf Platz zehn der gemeinsamen Wahlliste und wurde nicht in die Knesset gewählt.

## Familie
Ehud Barak wurde als Kind polnischer Einwanderer geboren. Im August 2003 wurde er von seiner Ehefrau Nava geschieden. Gemeinsam haben sie drei Töchter. 2007 heiratete er Nili Priel.